# 耶律斜轸
耶律斜轸（？—999年），字韩隐，六院部人，耶律曷鲁之孙，遼代名將，軍事家，辽北院枢密使、魏王。《辽史》称其“性明敏，不事生产”。
969年，耶律斜轸被萧思温推荐给辽景宗耶律贤，成为契丹国早期北院大王，处理草原民族事务。曾经在周世宗柴荣、宋太祖赵匡胤攻打北汉时与南院大王耶律休哥同赴太原救援北汉。
979年7月，宋太宗赵光義率兵北伐，一路大捷，乘勝進攻幽州，遼派耶律沙、耶律休哥和耶律斜軫等將領率軍與宋軍大戰。宋軍先胜耶律沙，於高梁河（今北京西北）败于耶律休哥和耶律斜軫，宋太宗中箭乘驴车逃亡，宋军溃散。后任北院枢密使，与漢大臣韩德让一起参决大政，南面军事委派给耶律休哥抵挡宋朝北伐。
986年，宋朝三路大军北上伐辽，承天太后萧绰亲自率师援救南京，以斜轸为山西路兵马都统，迎击潘美、杨业的西路军，俘获北伐的宋朝将領杨业。因战胜女直、宋有功，加太保衔。
999年从承天太后南伐，卒于军中。

## 延伸阅读
[在维基数据编辑]
 《遼史/卷83》，出自脱脱《遼史》